# Cryphoeca exlineae
Espèce
Cryphoeca exlineae est une espèce d'araignées aranéomorphes de la famille des Cybaeidae.

## Distribution
Cette espèce se rencontre aux États-Unis au Washington et en Alaska et au Canada en Colombie-Britannique, en Alberta et au Yukon,.

## Description
Le mâle holotype mesure 3,7 mm.

## Étymologie
Cette espèce est nommée en l'honneur de Harriet Exline Lloyd.

## Publication originale
- Roth, 1988 : American Agelenidae and some misidentified spiders (Clubionidae, Oonopidae and Sparassidae) of E. Simon in the Muséum national d'Histoire naturelle. Bulletin du Muséum National d'Histoire Naturelle de Paris A, sér. 4, vol. 10, p. 25-37.